# Blériot Aéronautique
Блеріо́ Аероноті́к (фр. Blériot Aéronautique) — авіабудівна фірма, заснована піонером авіації Луї Блеріо. Крім літаків у період з 1921 по 1922 роки компанія виробляла малолітражні автомобілі з мотоциклетним двигуном (англ. cyclecars). Як самостійна компанія припинила існування 1936 року внаслідок націоналізації французької авіабудівної галузі.

## Історія компанії
25 липня 1909 року Луї Блеріо першим перелетів через Ла-Манш, після чого до нього почали надходити замовлення на спорудження літаків. У цьому ж році Блеріо заснував власну авіабудівну компанію. Він одержав загалом понад сто замовлень літаків. Протягом 1909 та 1919 років було створено близько ста літаків типу Blériot 11. Осідок фірми розташовувався у містечку Бюк, неподалік від Парижа, де Блеріо організував також аеропарк для випробовування своїх літаків. Особливо бурхливо компанія стала розвиватися під час Першої світової війни. Після війни фірма намагалася знайти нові напрямки розвитку, але зазнавала дедалі більших труднощів. Аеропарк у Бюку зазнав значних руйнувань внаслідок бомбардування авіацією в ході Другої світової війни.

## Продукція
- Blériot III (1906)
- Blériot V (1907)
- Blériot VI (1907)
- Blériot VII (1907)
- Blériot VIII (1908)
- Blériot XI (1909)
- Blériot XII (1909)
- Blériot 110 (1930)
- Blériot 115
- Blériot 123
- Blériot 125
- Blériot 127
- Blériot 135
- Blériot 155
- Blériot 165
- Blériot 5190 (1933)